# South Bend (Washington)
South Bend és una població dels Estats Units i seu del comtat de Pacific a l'estat de Washington. Segons el cens del 2000 tenia 1.807 habitants.

## Demografia
Segons el cens del 2000, South Bend tenia 1.807 habitants, 702 habitatges, i 471 famílies. La densitat de població era de 385,5 habitants per km².
Per edats la població es repartia de la següent manera: un 26,4% tenia menys de 18 anys, un 7,7% entre 18 i 24, un 23,6% entre 25 i 44, un 24,1% de 45 a 60 i un 18,2% 65 anys o més.
L'edat mediana era de 39 anys. Per cada 100 dones de 18 o més anys hi havia 94,7 homes.
La renda mediana per habitatge era de 29.211 $ i la renda mediana per família de 35.221 $. Els homes tenien una renda mediana de 35.069 $ mentre que les dones 23.906 $. La renda per capita de la població era de 14.776 $. Aproximadament el 12,8% de les famílies i el 18,3% de la població estaven per davall del llindar de pobresa.

## Poblacions més properes
El següent diagrama mostra les poblacions més properes.